# Aurora (Indiana)
Aurora és una població dels Estats Units a l'estat d'Indiana. Segons el cens del 2000 tenia 3.965 habitants.

## Demografia
Segons el cens del 2000, Aurora tenia 3.965 habitants, 1.592 habitatges, i 1.022 famílies. La densitat de població era de 550,7 habitants per km².
Dels 1.592 habitatges en un 31,8% hi vivien nens de menys de 18 anys, en un 47,4% hi vivien parelles casades, en un 12,2% dones solteres, i en un 35,8% no eren unitats familiars. En el 29,7% dels habitatges hi vivien persones soles l'11,7% de les quals corresponia a persones de 65 anys o més que vivien soles. El nombre mitjà de persones vivint en cada habitatge era de 2,48 i el nombre mitjà de persones que vivien en cada família era de 3,08.
Per edats la població es repartia de la següent manera: un 26,9% tenia menys de 18 anys, un 9,1% entre 18 i 24, un 30,7% entre 25 i 44, un 20,3% de 45 a 60 i un 13,1% 65 anys o més.
L'edat mediana era de 35 anys. Per cada 100 dones de 18 o més anys hi havia 91,8 homes.
La renda mediana per habitatge era de 32.500 $ i la renda mediana per família de 39.331 $. Els homes tenien una renda mediana de 32.058 $ mentre que les dones 24.671 $. La renda per capita de la població era de 16.587 $. Entorn del 9,4% de les famílies i el 10,4% de la població estaven per davall del llindar de pobresa.

## Poblacions més properes
El següent diagrama mostra les poblacions més properes.